# 敷浪駅
敷浪駅（しきなみえき）は、石川県羽咋郡宝達志水町敷浪にある、西日本旅客鉄道（JR西日本）七尾線の駅である。

## 歴史
- 1898年（明治31年）4月24日：七尾鉄道 津幡仮停車場（現在の本津幡駅の前身） - 七尾駅 - 矢田新駅（後の七尾港駅）間開通と同時に駅開設（一般駅）[1][2][3]。
- 1907年（明治40年）7月1日：七尾鉄道が国有化[2]。帝国鉄道庁（国鉄）の駅となる。
- 1909年（明治42年）10月12日：線路名称制定。七尾線の所属となる[2]。
- 1938年（昭和13年）3月：駅舎建て替え（2代目。現在のものは3代目）[要出典]。
- 1960年（昭和35年）8月1日：貨物の取扱を廃止[5]。
- 1972年（昭和47年）3月15日：荷物扱い廃止[6]。駅員無配置駅となる[7]（簡易委託駅化[要出典]）。
- 1987年（昭和62年）4月1日：国鉄分割民営化に伴い、西日本旅客鉄道（JR西日本）の駅となる[5]。
- 1989年（平成元年）3月：駅舎改築[8]。
- 1991年（平成3年）
  - 4月：簡易委託が解除され、完全無人駅化となる[要出典]。
  - 9月1日：旧志雄町（現在の宝達志水町）の臨時職員配置により、再び委託有人駅となる[要出典]。
- 2008年（平成20年）7月1日：簡易委託解除により再び無人駅化[4]。
- 2013年（平成25年）2月5日：西口を開設[9]。
- 2021年（令和3年）3月13日：ICカード「ICOCA」の利用が可能となる[10][11][12]。
- 2024年（令和6年）9月30日：この日の16時をもって自動券売機を使用停止、撤去[13]。

## 駅構造
相対式ホーム2面2線で列車交換が可能な地上駅で無人駅である。駅舎（東口）は比較的新しいプレハブ造りであり、上りホーム側にある。下りホームへは跨線橋で連絡している。また、下りホーム側は直接ホームに入場できる西口がある。
ICOCAなどの交通系ICカードが利用可能となっているが、当駅にはIC専用の簡易改札機が設置されておらず、列車内での精算となる。
かつては簡易委託駅で常備軟券を販売していたが2008年（平成20年）7月をもって無人化された。無人化後は駅舎内の自動券売機での切符販売となったが、2024年9月30日16時をもって稼働を停止し、撤去された。

### のりば
| ホーム | 路線    | 方向 | 行先           |
| ------ | ------- | ---- | -------------- |
| 駅舎側 | ■七尾線 | 上り | 津幡・金沢方面 |
| 反対側 | ■七尾線 | 下り | 羽咋・七尾方面 |

付記事項
- 案内上ののりば番号は設定されていない（のりば番号標もなく、駅掲示時刻表にも番号記載はない）[3]。
- 上り線が一線スルー化されており[3]、行き違いを行わない通過列車に限り、下り列車も上り線を通過する[1][14]。

## 利用状況
- 1日の平均乗車人員（石川県統計書より）

| 年度               | 1日平均 乗車人員 |
| ------------------ | ---------------- |
| 2004年（平成16年） | 250              |
| 2005年（平成17年） | 232              |
| 2006年（平成18年） | 237              |
| 2007年（平成19年） | 224              |
| 2008年（平成20年） | 214              |
| 2009年（平成21年） | 201              |

## 駅周辺
旧志雄町にあった唯一の駅であったが、同町の中心からは離れており、直線距離では南羽咋駅からが近くとなっている。
- 宝達志水町立樋川小学校
- 千里浜カントリークラブ
- のと里山海道[1]今浜IC・志雄PA
- 国道159号[1]
- 国道249号[1]
- 石川県道128号敷波停車場線
- 千里浜なぎさドライブウェイ[3]
  - 今浜海水浴場
  - 千里浜海水浴場
- 参天製薬能登工場[3]

## 隣の駅
西日本旅客鉄道（JR西日本）
■七尾線
宝達駅 - 敷浪駅 - 南羽咋駅